# Авъл Кремуций Корд
Вижте пояснителната страница за други личности с името Корд.
Авъл Кремуций Корд (на латински: Aulus Cremutius Cordus; † 25 г.) е римски историк.
Написал е история на римската гражданска война и управлението на Август, от която са запазени няколко фрагменти. През 25 г. Сеян, преториански префект на Тиберий, го принуждава да се самоубие. Обвинен е в подигравка с императора, оскърбление на величеството, като прославя Брут, а Касий нарича „последен римлянин“.
От писмото Ad Marciam на Сенека до Марция, дъщерята на Кремуций Корд, се разбира, че се самоубива чрез нехранене. По заповед на Сената произведението му е изгорено. Марция успява да запази някои екземпляри от него, които отново излизат от печат по времето на Калигула.
Христо Ботев издава през 1875 година преводите „За славянското произхождение на дунавските българи“ от Д. Иловайски и „Кремуций Корд“ от Н. Костомаров.